# Хашка школа
Хашка школа је холандска уметничка школа настала у другој половини 19. века. Стил ове школе је углавном натуралистички а тематски приказују углавном пејзаже морске обале и њене становнике. Њихово сликарство у назнакама садржи и елементе соцреализма, импресионизма и симболику.